# Унковский, Всеволод Андреевич
Всеволод Андреевич Унковский (8 февраля (по другим данным — 9 февраля) 1884, Кострома — сентябрь 1969, Пушкин) — советский военно-морской деятель, вице-адмирал (1944). Лауреат Сталинской премии СССР (1951), специалист в области морской артиллерии, доктор технических наук, профессор (1939), академик Академии артиллерийских наук (1947). Основатель научной школы теории стрельбы корабельной артиллерии.

## Биография
Рано остался сиротой, и в 13 лет был отправлен в Морской корпус. Выбор этот не был случайным, до него служили на флоте представители трёх предшествующих поколений Унковских. Его прадед Семён Яковлевич Унковский совершил старшим офицером у М. П. Лазарева кругосветное плавание на корабле «Суворов». Это был третий российский корабль, проплывший «вокруг земли».
В 1903 окончил Морской кадетский корпус, в 1906 Артиллерийский офицерский класс. С 1911 назначается помощником заведующего учебно-артиллерийского отряда Балтийского флота, занимается научной работой в области теории артиллерийской стрельбы и теории вероятностей. В эти годы однажды, будучи в отпуске и путешествуя за границей, посетил Монако и где-то в публичном месте начал объяснять своему собеседнику, почему с теоретической точки зрения хозяева игорных домов всегда остаются в выигрыше. К нему тут же подошли некие официальные лица и предложили немедленно покинуть территорию княжества без права когда-либо пересекать его границы. В 1915—1917 заведовал обучением артиллерийских офицеров в Учебно-артиллерийском отряде Балтийского флота.
С 1918 заведующий Артиллерийским классом Соединённых офицерских классов, а с 1919 комендант Кронштадтской крепости. Заведующий артиллерийским классом, затем отделом Специальных курсов командного состава ВМС РККА (1918—1922 и 1923—1924). Заведующий артиллерийским отделом Училища командного состава флота (1918—1922), заведующий обучением (1922—1923), одновременно адъюнкт (1923), помощник начальника факультета оружия (1923—1924), преподаватель (1924—1925 и 1929—1930), старший руководитель (1930—1935), начальник кафедры артиллерийской стрельбы (1935—1954) Военно-морской академии.
В 1954 был награждён именным оружием и вышел в отставку в возрасте 70 лет, прослужив на флоте, начиная с Морского кадетского корпуса, 57 лет. Всю жизнь был глубоко верующим православным человеком, когда ему в своё время предлагали вступить в ВКП(б), он отвечал, что это несовместимо с его религиозными убеждениями. Скончался в сентябре 1969 и похоронен на кладбище города Пушкина, где жил последние годы.
Упомянут в стихотворении Георгия Шенгели:

Мы же, люди пожилые, ―

Я и адмирал Унковский, ―

Мудро курим на балконе,

Подливая в кофе ром.

## Звания
- Мичман (6 мая 1903);
- Лейтенант (6 декабря 1905);
- Старший лейтенант (14 апреля 1913)[5];
- Капитан 2-го ранга (6 декабря 1915);
- Капитан 1-го ранга (15 марта 1936);
- Флагман 2-го ранга (16 мая 1939);
- Контр-адмирал (4 июня 1940[6]);
- Вице-адмирал (24 марта 1944).

## Награды
За храбрость, проявленную при обороне Порт-Артура, награждён орденами Святой Анны 4-й степени с надписью «За храбрость» (01.11.1904), Святого Станислава 3-й степени с мечами и бантом (19.12.1904), Святого Владимира 4-й степени с мечами и бантом (12.12.1905), Святого Георгия 4-й степени. В 1908 за подготовку офицеров в учебно-артиллерийском отряде награждён орденом Святого Станислава 2-й степени. В советское время награждён орденами Ленина, Трудового Красного Знамени (13.02.1954), Отечественной войны 1-й степени, Красной Звезды, 2 орденами Красного Знамени, медалями.

## Труды
По возвращении к научно-педагогической работе уже в феврале 1921 выпустил первый учебник «Теория стрельбы», а вскоре ещё учебник по баллистике. В 1925 вышел в свет его «Курс стрельб на море», явившийся лучшим учебником того времени, неоднократно переиздававшийся. В 1935 назначается начальником кафедры артиллерийской стрельбы академии, выходит его книга «Морская артиллерия в бою». В 1939 следующий труд «Теория стрельбы и её приложения к стрельбе корабельной артиллерии». В 1952 (по другим данным в 1951) за фундаментальный труд «Правила артиллерийской стрельбы» ему была присуждена Сталинская премия. В эти же годы им написана книга «Теория вероятностей».